# Cretomerobius disjunctus
Cretomerobius disjunctus là một loài côn trùng trong họ Hemerobiidae thuộc bộ Neuroptera. Loài này được Ponomarenko miêu tả năm 1992.